# Pelpung
| Tibetische Bezeichnung                     |
| ------------------------------------------ |
| Tibetische Schrift: དཔལ་སྤུངས་དགོན་པ།         |
| Wylie-Transliteration: dpal spungs dgon pa |
| Chinesische Bezeichnung                    |
| Vereinfacht: 八邦寺                        |
| Pinyin:Babang si                           |

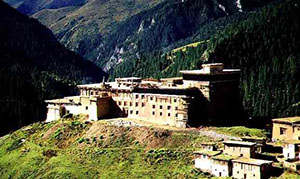
Pelpung Thubten Chökhor Ling

Pelpung Thubten Chökhor Ling (tibetisch: dpal spungs thub bstan chos 'khor gling; kurz: Pelpung Chökhor Ling, tibetisch: dpal spungs chos 'khor gling; དཔལ་སྤུངས་ཆོས་འཁོར་གླིང་། auch: Palpung) ist ein 1727 vom 8. Tai Situpa Chökyi Chungne (1700–1774) gegründetes Kloster in Dêgê, Kham. Es ist das Mutterkloster der Karma-Kagyü-Schule des tibetischen Buddhismus in Osttibet und Hauptsitz der Chamgon Kenting Tai Situpas. Im Laufe der Zeit entwickelte sich Pelpung Thubten Chökhor Ling zu einem Zentrum der „Buddhistischen Ökumene“ (Rime). Alle Zweigklöster und Zentren Pelpung Thubten Chökhor Lings tragen ebenfalls den Namen Pelpung und sind weltweit in der „Pelpung-Kongregation“ zusammengefasst. Pelpung bedeutet „glorreiche Vereinigung von Studium und Praxis“ oder "Festung der Vortrefflichkeit".

## Pelpung Thubten Chökhor Ling
Pelpung Thubten Chökhor Ling war bekannt für seine riesige Bibliothek mit über 324.000 Texten und einer Kunstsammlung von mehr als 10.000 Thangka-Malereien. Der Gründer des Klosters – der 8. Tai Situpa – war ein großer Meister des „Karma-Gadri“-Stils (tibetisch: karma sgar bris, ཀརྨ་སྒར་བྲིས།) der Thangkamalerei. Die Mönche Pelpung Thubten Chökhor Lings galten als führend in der spirituellen Malkunst. Das Mutterkloster der Karma-Kagyü-Tradition in Osttibet und Zentrum der Rime-Bewegung konnte über 1000 Mönche beherbergen. Außer den Tai Situpas hatten noch andere Linien inkarnierter Lamas ihren Sitz in Pelpung Thubten Chökhor Ling, darunter der Jamgön Kongtrül. Zur Zeit des 11. Tai Situpa Pema Wangchug Gyelpo (1886–1952) hatte Pelpung einen festen Ruf in spiritueller, gelehrter und künstlerischer Vortrefflichkeit und Autorität. In den späten 1950er Jahren wurde das Kloster zerstört. Am Wiederaufbau wird nach wie vor gearbeitet. 1998–1999 wurde Pelpung Thubten Chökhor Ling in die Liste der weltweit gefährdeten Bauwerke aufgenommen.

### Druckerei von Pelpung Thubten Chökhor Ling
Nach dem Druckhaus in Dege war die Druckerei des Klosters Pelpung die zweitwichtigste traditionelle Druckerei in Osttibet, in der Druckstöcke für Blockdrucke hergestellt und aufbewahrt wurden. Zahlreiche Werke der Kagyü- und Nyingma-Schule wurden in Pelpung gedruckt, darunter die unter dem Titel Rinchen Terdzö (tibetisch: rin chen gter mdzod, རིན་ཆེན་གཏེར་མཛོད།; „Schatz wiedergefundener Lehren“) bekannte umfangreiche Werksammlung des Jamgön Kongtrül Lodrö Thaye (1813–1899).

## Pelpung Sherab Ling
Nachdem der 12. Situ Rinpoche im Alter von sechs Jahren nach Indien geflüchtet war, wurde er in Rumtek vom 16. Gyalwa Karmapa Rangjung Rigpe Dorje ausgebildet. Mit 22 Jahren begann er, in Übereinstimmung mit seinem historischen Erbe der Chamgon Kenting Tai Situpas, das Kloster Pelpung Sherab Ling in Himachal Pradesh, Nordindien als seinen Sitz im Exil aufzubauen. Pelpung Sherab Ling beherbergt etwa 750 Mönche, rund 250 davon studieren an der Klosteruniversität. Einrichtungen für Nonnen und Mönche, die auf dem Gelände dreijährige Retreats abhalten wollen, sind ebenfalls anzutreffen. Das Projekt ist der Verbindung der vier Aspekte Spiritualität, Ausbildung, Gesundheit und Kultur gewidmet.

## Die Pelpung-Kongregation
Die Pelpung-Kongregation hat mehr als 180 Klöster und Tempel in einigen chinesischen und tibetischen Bezirken, sowie Zweiginstitutionen in Europa, USA, Ozeanien und Asien. Ihr europäischer Sitz ist Palpung Yeshe Chökhor Ling Europe, kurz Palpung Europe. Es wurde etabliert und steht unter der Leitung von Chöje Lama Palmo.